# Liste der Baudenkmäler in Gemünden am Main
Auf dieser Seite sind die Baudenkmäler in der unterfränkischen Stadt Gemünden am Main zusammengestellt. Diese Tabelle ist eine Teilliste der Liste der Baudenkmäler in Bayern. Grundlage ist die Bayerische Denkmalliste, die auf Basis des Bayerischen Denkmalschutzgesetzes vom 1. Oktober 1973 erstmals erstellt wurde und seither durch das Bayerische Landesamt für Denkmalpflege geführt wird. Die folgenden Angaben ersetzen nicht die rechtsverbindliche Auskunft der Denkmalschutzbehörde.

## Ensembles

### Ensemble Altstadt Gemünden am Main

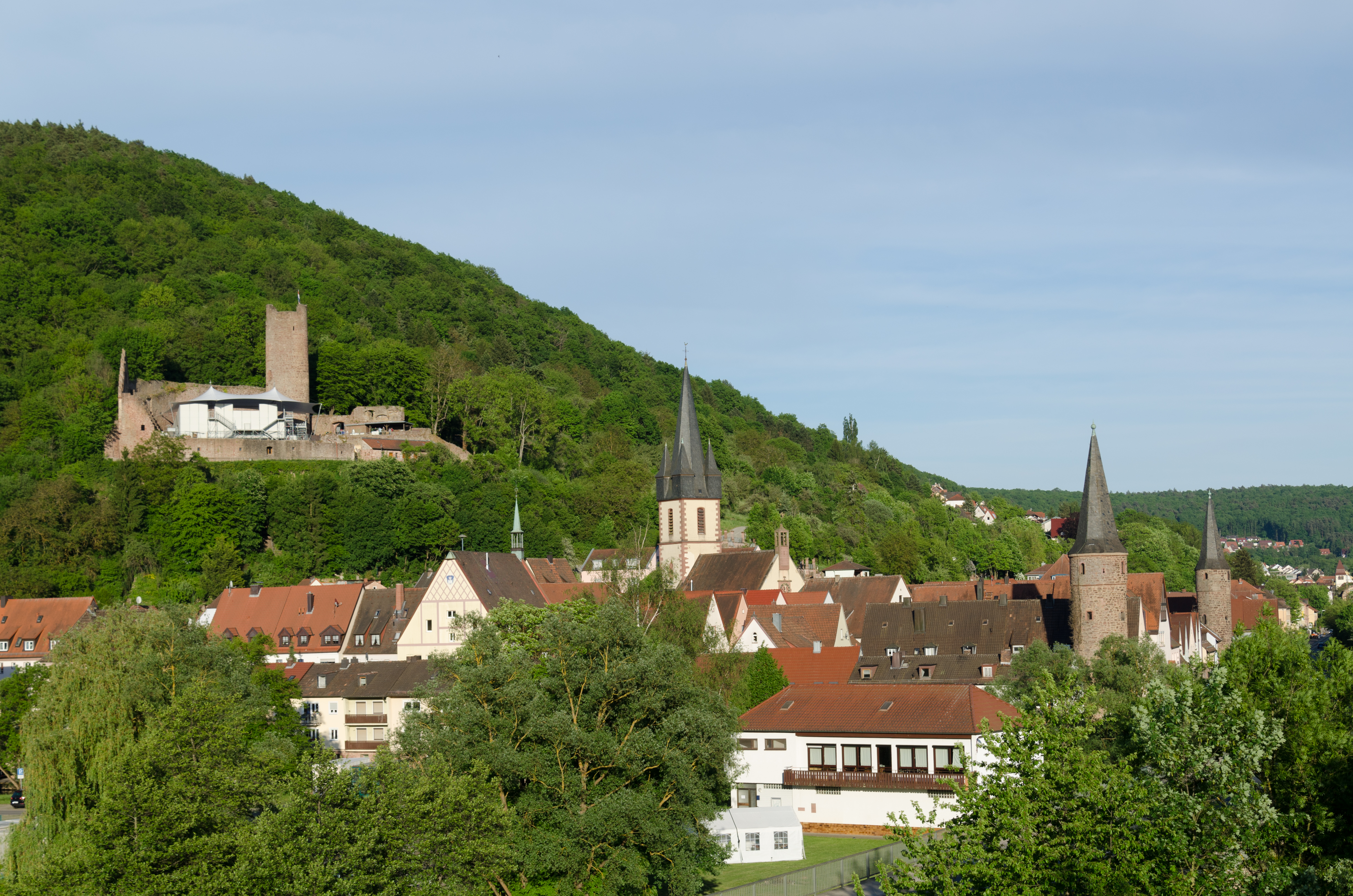
Altstadt von Gemunden von Norden

Gemünden am Main (Lage) wurde in der ersten Hälfte des 13. Jahrhunderts als hochmittelalterliche, planmäßige Burgstadt durch die Grafen von Rieneck angelegt. An dem wichtigen Saaleübergang der Mainuferstraße befand sich bereits in früherer Zeit jenseits der Saale ein Fischerdorf, das nach Gründung der Neustadt die Bezeichnung Kleingemünden erhielt. Die aus Höhenburg und Talstadt bestehende Siedlung liegt in exponierter Lage am Zusammenfluss von Saale und Main; die Burg beherrscht den sich zwischen beide Flüsse schiebenden Bergsporn, während die Stadt das darunterliegende Mündungsdreieck ausfüllt. Eine etwa im Quadrat geführte, gemeinsame Wehrmauer umfasst Stadt und Burg: Die östliche Ecke nimmt die Burg ein; von hier ist jeweils auf der nordöstlichen und südöstlichen Seite die Mauer zur Stadt den Hang heruntergezogen, die nordwestliche und südwestliche Seite bestreichen die Saale und der Main. Seit dem endgültigen Übergang von Stadt und Burg an das Hochstift Würzburg in der zweiten Hälfte des 15. Jahrhunderts trägt die Burg den Namen Scherenburg. Der Stadtgrundriss ist einfach und entspricht der topographischen Grundsituation: Die mainparallele Durchgangsstraße erweitert sich als Hauptstraße (Obertorstraße) im Mündungswinkel zum dreieckig geformten Marktplatz, auf dem ursprünglich das Rathaus frei stand; von hier zweigen zwei Straßen ab: Der Saaleübergang nach Westen und die Saaleuferstraße nach Norden; eine einzige, kurze Parallelgasse ist mainseits vorhanden (Badgasse); die Pfarrkirche stößt mit ihrer Westfront unmittelbar an die Hauptstraße. Es herrscht die für hochmittelalterliche Stadtgründungen übliche Reihenparzellierung. Die entsprechende Giebelhausreihung bestimmt weitgehend noch das Ortsbild, auf der Westseite der Obertorstraße teilweise geschlossen mit Fachwerkbauten des 17. Jahrhunderts. Schwere Zerstörungen im Zweiten Weltkrieg haben im westlichen Stadtbereich den alten Baubestand dezimiert. Im Rahmen des Wiederaufbaus entstand hier parallel zur Saale ein Straßendurchbruch (Scherenbergstraße); nach Beseitigung der Rathausruine blieb der Marktplatz offen. Im Übrigen bemühte sich der Wiederaufbau, der Grundgestalt der hochmittelalterlichen Stadt gerecht zu werden und erfolgte in zurückhaltenden Bauformen, die in der Elongation dem Heimatstil der 30er Jahre verpflichtet sind; darin ist er als charakteristisch für die Haltung der frühen 50er Jahre zu werten. Umgrenzung: im Verlauf der Stadtmauer: Scherenburg, Stadtmauer nach Südwesten, Gässchen zwischen Obertorstraße 13 und 21, Mainstraße, Mühlgraben, Gässchen zum Mühltor, Stadtmauer nach Südosten. Aktennummer: E-6-77-131-1.

## Stadtbefestigung
Die spätmittelalterliche Stadtmauer umfasste annähernd quadratisch die Stadt, einschließlich der Scherenburg, vor der winkelförmig Mauerzüge ausgehen. Die Stadtmauer wurde später zum Teil von angrenzenden Häusern überbaut oder abgebrochen bzw. kriegszerstört. Von ehemals drei Toren nur das Mühltor erhalten sowie ein Mauerdurchlass und zwei Ecktürme, im nördlichen Mauerverlauf der Rest eines halbrunden Schalenturmes, Bruchsteinmauerwerk, 14./15. Jahrhundert, mainseitiger Mauerverlauf (Lage) nach Kriegszerstörung 1945 zu großen Teilen rekonstruiert. Die Mauerpforte, sogenanntes Amtsschreiberpförtchen, rundbogiger Mauerdurchlass zum Mainufer hin mit Fachwerkobergeschoss und Satteldach, 14.–18. Jahrhundert, ehemals barocker Fachwerkaufbau über Konsolen wurde nach 1945 völlig verändert wiederaufgebaut. Aktennummer: D-6-77-131-1.

| Lage                         | Objekt                                          | Beschreibung | Akten-Nr.              | Bild           |
| ---------------------------- | ----------------------------------------------- | --- | ---------------------- | -------------- |
| Scherenbergstraße (Standort) | Hexenturm                                       | Westlicher Eckturm, Rundturm mit leicht vorkragendem Obergeschoss und Spitzhelm, 14.–16. Jahrhundert, Helm nach 1945 rekonstruiert, anbindend Mauerreste                                                                                          | D-6-77-131-1 Wikidata  | weitere Bilder |
| Kirchgasse 4 (Standort)      | Mauerpforte, sogenanntes Amtsschreiberpförtchen | rundbogiger Mauerdurchlass zum Mainufer hin mit Fachwerkobergeschoss und Satteldach, 14.–18. Jh., ehem. barocker Fachwerkaufbau über Konsolen nach 1945 völlig verändert wiederaufgebaut                                                          | D-6-77-131-1 Wikidata  | weitere Bilder |
| Mainstraße 6 (Standort)      | Eulenturm                                       | Südlicher Eckturm, Rundturm mit leicht vorkragendem Obergeschoss und Spitzhelm, 14.–16. Jahrhundert, Helm nach 1945 rekonstruiert | D-6-77-131-1 Wikidata  | weitere Bilder |
| Mühltorberg 2 (Standort)     | Mühltor                                         | Stadttor, quadratischer Torturm mit Walmdach und rundbogiger Tordurchfahrt, Bruchsteinmauerwerk mit Buckelquaderkanten und feldseitiger Stichbogenblende mit Gleitrinnen für die ehemalige Falltoranlage, 13./14. Jahrhundert, Walmdach nach 1945 | D-6-77-131-42 Wikidata | weitere Bilder |

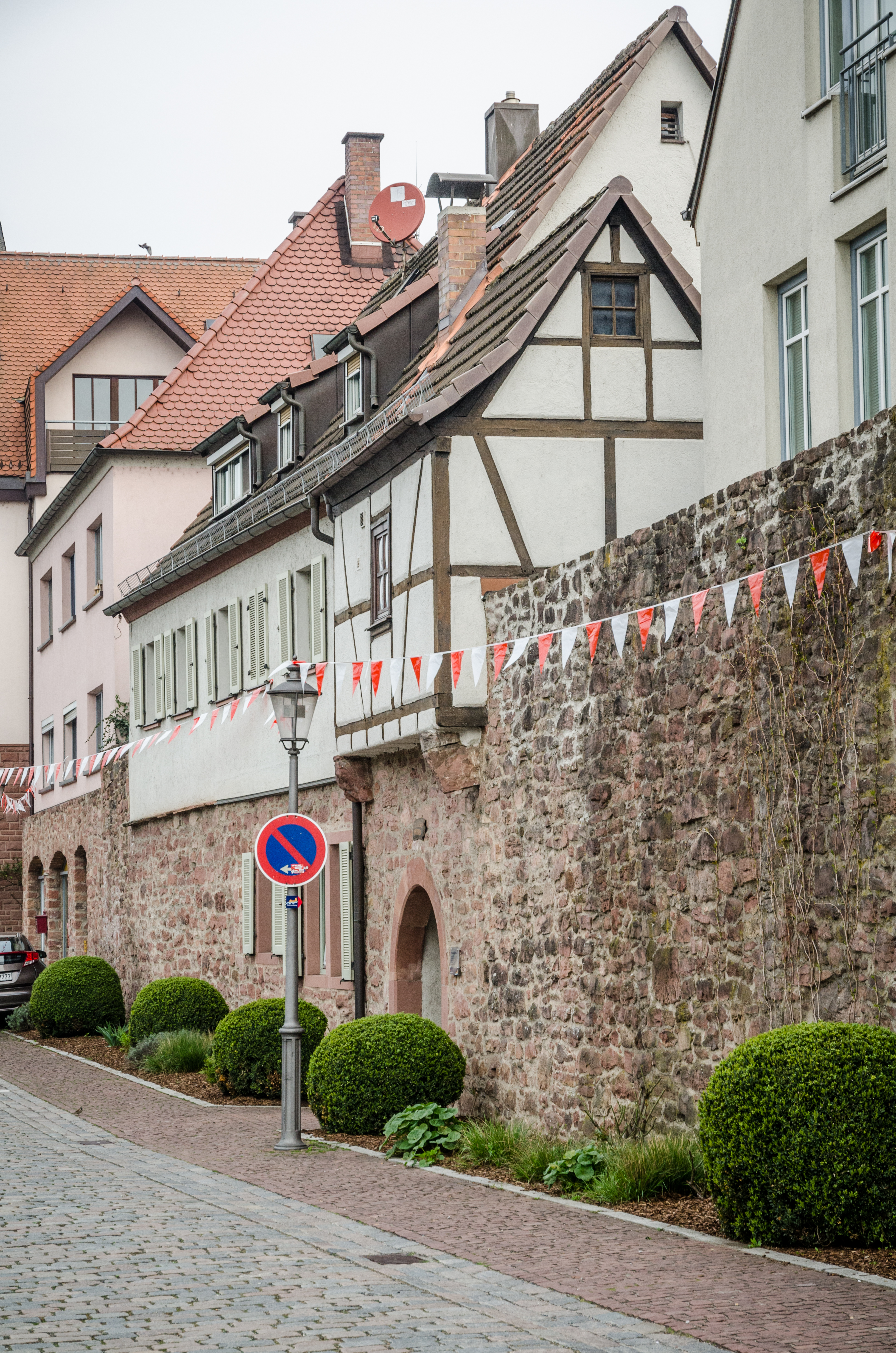
Stadtmauer bei Kirchgasse 4
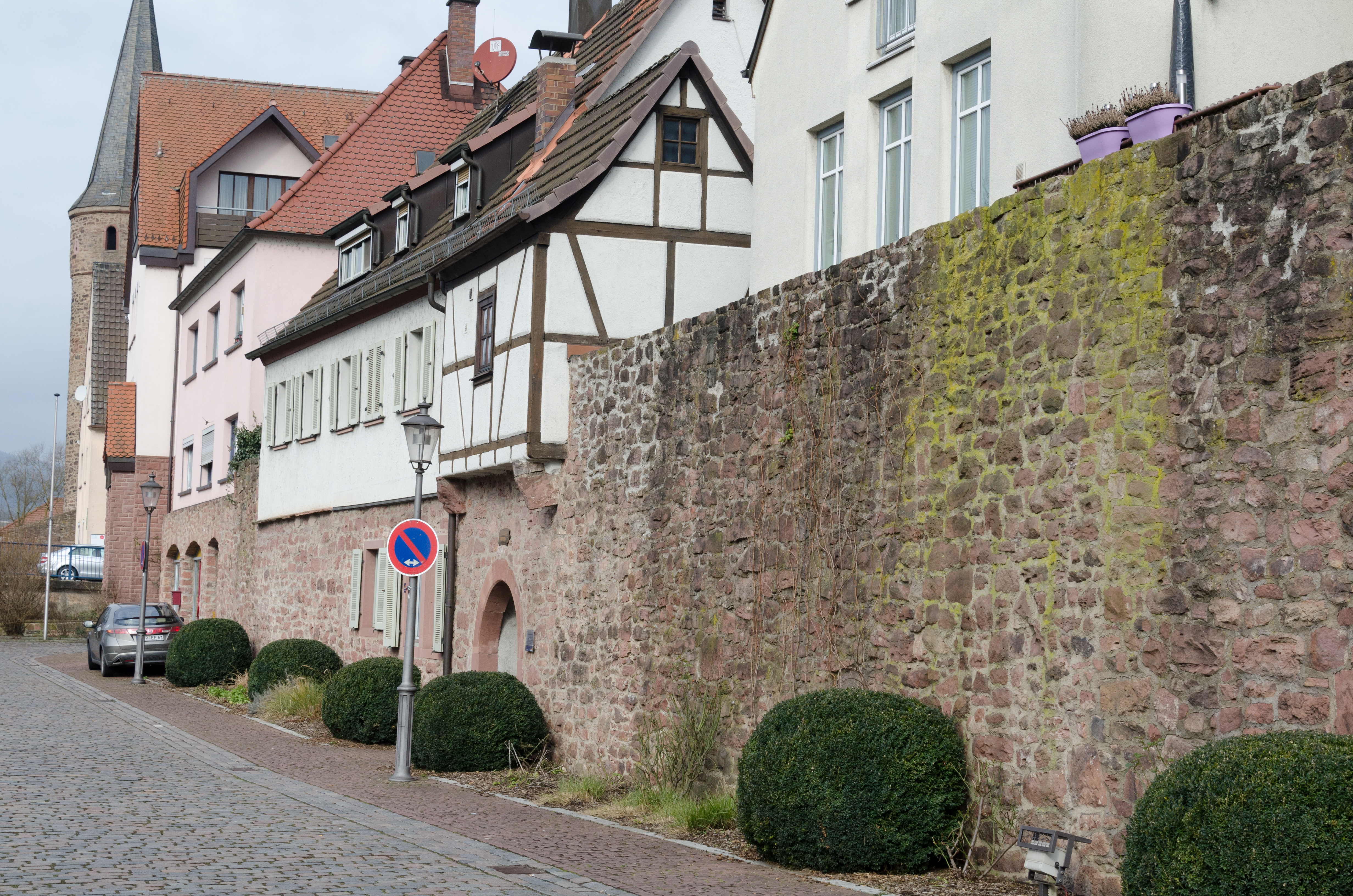
Stadtmauer bei Maingasse 2
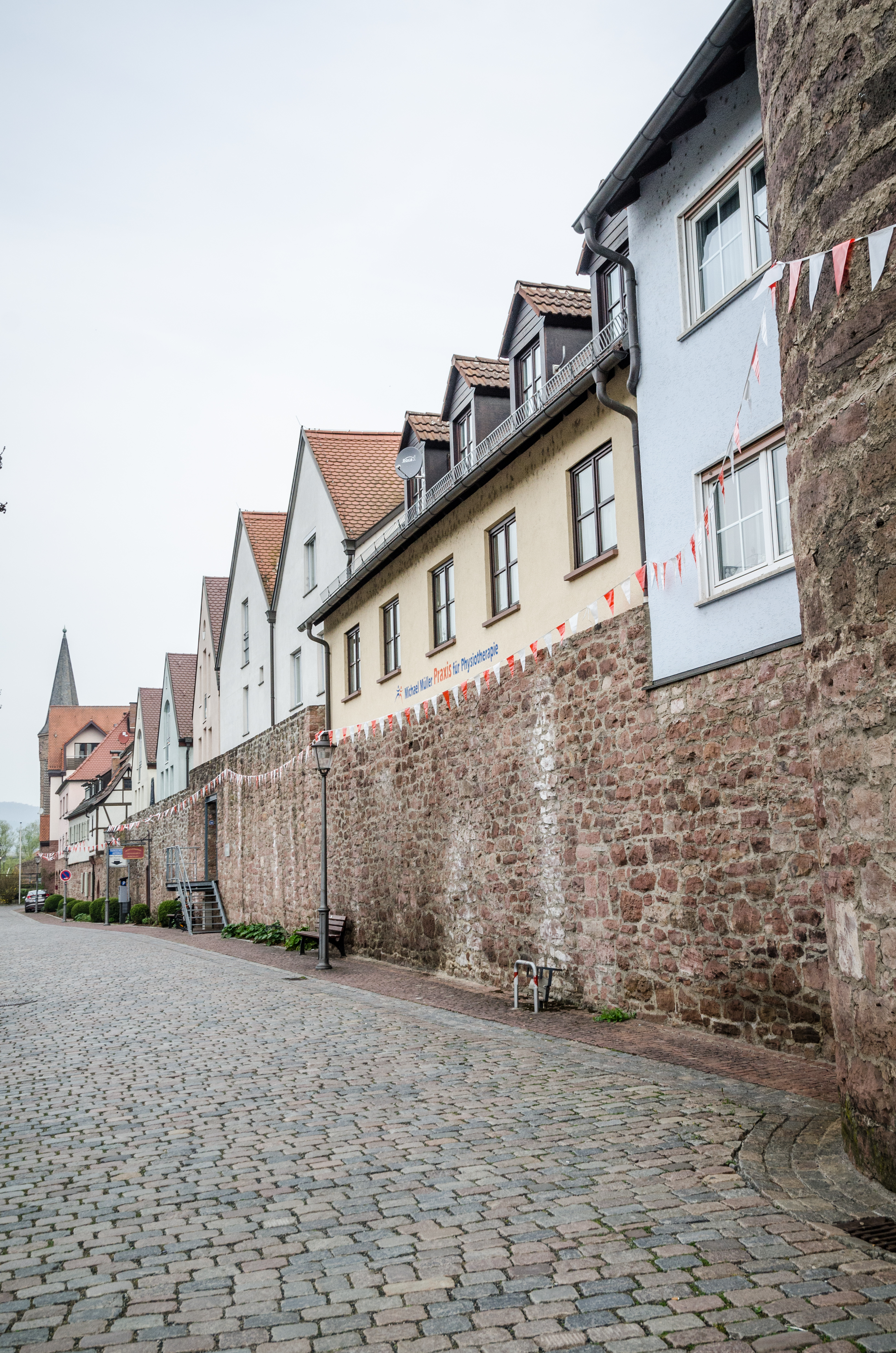
Stadtmauer bei Obertorstraße 14 und 18

## Baudenkmäler nach Gemeindeteilen

### Gemünden am Main
| Lage                                                    | Objekt                                                                     | Beschreibung | Akten-Nr.               | Bild           |
| ------------------------------------------------------- | -------------------------------------------------------------------------- | --- | ----------------------- | -------------- |
| Artfeld außer dem Mühltor; Nähe Stutz (Standort)        | Burgstall                                                                  | Mit überwachsenen Gebäuderesten, 13. Jahrhundert, 1243 zerstört nicht nachqualifiziert, im Bayerischen Denkmal-Atlas nicht kartiert | D-6-77-131-3 Wikidata   | BW             |
| Artfeld außer dem Mühltor; Staatsstraße 2302 (Standort) | Wegkreuz                                                                   | Sockel mit Holzkreuz und bemaltem gusseisernem Korpus, Sandstein, Holz und Gusseisen, 19. Jahrhundert | D-6-77-131-53 Wikidata  | BW             |
| Bahnhofstraße 1, 3 (Standort)                           | Ehemaliges Landhaus                                                        | Zweigeschossiger freistehender Walmdachbau, Putzmauerwerk mit Sandsteinrahmungen und Fensterläden, Biedermeier, 1845 | D-6-77-131-6 Wikidata   | weitere Bilder |
| Bahnhofstraße 1 (Standort)                              | Nebengebäude                                                               | Schmaler zweigeschossiger Walmdachbau mit Rundbogenöffnungen im Erdgeschoss, Biedermeier, um 1845 | D-6-77-131-6 Wikidata   | weitere Bilder |
| Bahnhofstraße 38 (Standort)                             | Bahnhofsempfangsgebäude                                                    | Dreiflügeliger Walmdachbau mit jeweils einem Voll- und Mezzaningeschoss in der steinsichtigen Sockelzone und in der verputzten Obergeschosszone, Sockelzone mit Rundbogenöffnungen und Okkulus-Fenstern im Mezzaningeschoss, Obergeschosse mit Sandsteinrahmungen, Neurenaissance, um 1870, teilweise verändert | D-6-77-131-7 Wikidata   | weitere Bilder |
| Friedenstraße 4 (Standort)                              | Evangelisch-lutherische Christuskirche und Pfarramt                        | Unsymmetrische Anlage aus verschiedenen Gebäudeteilen mit diversen Dachformen sowie zwei unterschiedlich gestalteten Türmen mit gebrochenem Pyramidendach bzw. gestreckter Haube mit Laterne, offene Rundbogenvorhalle über hoher Substruktion und vorliegende Freitreppenanlage am Hang, Putzmauerwerk mit Werksteinrahmungen sowie Rustikasockel, historisierender Jugendstil, 1909/10; mit Ausstattung | D-6-77-131-11 Wikidata  | weitere Bilder |
| Friedenstraße 7 (Standort)                              | Ehemaliges Bezirksamt                                                      | Dreigeschossiger traufständiger Satteldachbau mit kugelbekrönten Schweifgiebeln und rückwärtigem Walmdachflügel über hohem Kellersockel mit Freitreppe, Putzmauerwerk mit Werksteingliederungen und Wappenportal, historisierend in Formen des sogenannten Juliusstils, bezeichnet „1903“ | D-6-77-131-12 Wikidata  | weitere Bilder |
| Friedenstraße 10 (Standort)                             | Mehrfamilienhaus der Eisenbahnwohnungsgesellschaft Nürnberg                | Dreigeschossiger traufständiger Satteldachbau über hohem Kellersockel, Backsteinfassade mit Werksteingliederungen, um 1880/90; zugehöriges Nebengebäude, eingeschossiger Satteldachbau mit Backsteinfassade, um 1880/90 | D-6-77-131-13 Wikidata  | weitere Bilder |
| In Massenbuch (Standort)                                | Dreigeschossiges Wohnhaus                                                  | Mit Satteldach, Fachwerkobergeschosse, Giebel mit Zierfachwerk, Türrahmung, bezeichnet „1737“ | D-6-77-131-24 Wikidata  | BW             |
| Kolpingstraße 3 (Standort)                              | Katholische Pfarrkirche zur Allerheiligsten Dreifaltigkeit                 | Über trapezförmigem Grundriss, Westfassade als Lamellen-Fensterwand geöffnet, Dach zum Altarraum hin abgesenkt, Camapanile mit Flachdach 1953–1954 von Hans Schädel unter Mitarbeit von Friedrich Ebert und Albin Amann, Ausmalung von Buja Bingemer; mit Ausstattung | D-6-77-131-119 Wikidata | weitere Bilder |
| Kolpingstraße 1 (Standort)                              | Kolpinghaus                                                                | Zugehörig, Saalbau, 1951 | D-6-77-131-119 Wikidata | weitere Bilder |
| Kolpingstraße 5 (Standort)                              | Pfarrhaus                                                                  | 1961 von Franz Aufschläger, Taufkapelle 1964 | D-6-77-131-119 Wikidata | BW             |
| Kolpingstraße 11 (Standort)                             | Bildstock                                                                  | Säule mit würfelförmigem Kapitell und Zunftzeichen der Hufschmiede sowie spitzbogigem Nischenaufsatz, Sandstein, Renaissance-Säule bezeichnet „1628“, neugotischer Aufsatz bezeichnet „1855“ | D-6-77-131-19 Wikidata  | BW             |
| Ladestraße 3 (Standort)                                 | Güterbahnhof, Hauptbau                                                     | Dreigeschossiger verputzter Walmdachbau sowie zwei eingeschossigen Backstein-Flügelbauten mit Flachwalmdach und Schleppdach über Holzbindern, Fassade mit Kalkstein- und Backsteingliederungen, Neurenaissance | D-6-77-131-51 Wikidata  | BW             |
| Wernfelder Straße 2 (Standort)                          | Einer von ehemals vier regelmäßig angeordneten Bahnbedienstetenwohnhäusern | Zweigeschossiger Backsteinbau mit Walmdach und Sandsteinrahmungen, Ende 19. Jahrhundert | D-6-77-131-51 Wikidata  | BW             |
| Wernfelder Straße 6 (Standort)                          | Einer von ehemals vier regelmäßig angeordneten Bahnbedienstetenwohnhäusern | Zweigeschossiger Backsteinbau mit Walmdach und Sandsteinrahmungen, Ende 19. Jahrhundert | D-6-77-131-51 Wikidata  | weitere Bilder |
| Marktplatz 1 (Standort)                                 | Toreinfahrt                                                                | Profilierter Rundbogen, Sandstein, 17. Jahrhundert | D-6-77-131-26 Wikidata  | weitere Bilder |
| Marktplatz 4 (Standort)                                 | Wappenstein                                                                | Sandstein, bezeichnet „1508“ oder „1568“ | D-6-77-131-27 Wikidata  | weitere Bilder |
| Marktplatz 7 (Standort)                                 | Katholische Stadtpfarrkirche St. Peter und Paul                            | Zweischiffige Chorturmkirche mit niedrigem Seitenschiff und Sattel- bzw. Pultdach sowie Giebelreiter, eingezogener Chorturm mit polygonaler Apsis und verschiefertem Spitzhelm mit vier Scharwachttürmchen, Putzmauerwerk mit Sandsteingliederungen, gotischer Turmunterbau und Chorschluss 1488, ansonsten kompletter Wiederaufbau nach Kriegszerstörung als freie Rekonstruktion in der alten Kubatur unter Hinzufügung des Seitenschiffes und einer eingeschossigen Tordurchfahrt, 1948/50; mit Ausstattung | D-6-77-131-28 Wikidata  | weitere Bilder |
| Marktplatz 8 (Standort)                                 | Wohnhaus                                                                   | Dreigeschossiger Krüppelwalmdachbau mit auf Sandsteinkonsolen vorkragenden Zierfachwerkobergeschossen in Ecklage, 17. Jahrhundert, Erdgeschoss verändert | D-6-77-131-29 Wikidata  | weitere Bilder |
| Mühltorstraße 4 (Standort)                              | Wohnhaus                                                                   | Zweigeschossiger giebelständiger Halbwalmdachbau mit verputztem Fachwerkobergeschoss, 18./19. Jahrhundert, älterer Kern | D-6-77-131-31 Wikidata  | weitere Bilder |
| Mühltorstraße 10 (Standort)                             | Wohnhaus                                                                   | Zweigeschossiges giebelständiges Satteldachhaus mit Fachwerkgiebel, Erdgeschossfassade mit vorgesetzten Sandsteinhalbsäulen, möglicherweise Reste einer ehemaligen offenen Vorhalle, Hochwassermarken, 18./19. Jahrhundert, im Kern wohl 16. Jahrhundert | D-6-77-131-32 Wikidata  | weitere Bilder |
| Nähe Baumgartenweg (Standort)                           | Reinwasserbehälter                                                         | Wasser-Hochreservoir in Form eines eingeschossigen Gartenpavillons mit Walmdach und säulengestützer Laube über hohem Hanggeschoss mit doppelläufiger Freitreppe einen Wandbrunnen mit Sitzbänken rahmend, Putzmauerwerk mit teils figuraler Sandsteingliederung, historisierender Heimatstil, bezeichnet „1908“ | D-6-77-131-8 Wikidata   | BW             |
| Neuer Weg (Standort)                                    | Heiligenfigur                                                              | Schweifsockel mit Inschrift und Figur der Immaculata, Sandstein, barock, bezeichnet „1757“ (Figur Kopie) | D-6-77-131-33 Wikidata  | BW             |
| Obertorstraße 1 (Standort)                              | Katholisches Pfarrhaus                                                     | Zweigeschossiger Walmdachbau über Kellerhanggeschoss, Putzmauerwerk mit schlichten Sandsteinrahmungen, klassizistisch, 1811/12 | D-6-77-131-34 Wikidata  | weitere Bilder |
| Obertorstraße 2 (Standort)                              | Wohnhaus                                                                   | Dreigeschossiger Krüppelwalmdachbau mit Zierfachwerkobergeschossen in Ecklage, bezeichnet „1686“, Erdgeschoss verändert | D-6-77-131-35 Wikidata  | weitere Bilder |
| Obertorstraße 8 (Standort)                              | Wohnhaus                                                                   | Dreigeschossiger giebelständiger Krüppelwalmdachbau mit Fachwerkobergeschossen, im Kern 17. Jahrhundert, Erdgeschoss verändert | D-6-77-131-36 Wikidata  | weitere Bilder |
| Obertorstraße 16 (Standort)                             | Wohnhaus                                                                   | Zweigeschossiger Satteldachbau mit Zierfachwerkobergeschoss in Ecklage, bezeichnet „168“(?), Erdgeschoss verändert | D-6-77-131-38 Wikidata  | weitere Bilder |
| Obertorstraße 23 (Standort)                             | Wohn- und Geschäftshaus                                                    | Schmaler dreigeschossiger Walmdachbau mit durchgegliederter Sandsteinquaderfassade, klassizistisch, erste Hälfte 19. Jahrhundert; Terrassengarten, mehrstufiger Terrassengarten mit hohen Stützmauern, Zaunpfeilern und gegenläufigen Treppenläufen, Sandstein, erste Hälfte 19. Jahrhundert | D-6-77-131-39 Wikidata  | weitere Bilder |
| Obertorstraße 25 (Standort)                             | Wohnhaus                                                                   | Zweigeschossiger giebelständiger Satteldachbau mit vorkragendem verputztem Fachwerkobergeschoss und -giebel, 18. Jahrhundert, Erdgeschoss verändert | D-6-77-131-40 Wikidata  | weitere Bilder |
| Obertorstraße 30 (Standort)                             | Wohnhaus                                                                   | Dreigeschossiger Halbwalmdachbau mit verputzten Fachwerkobergeschossen in Ecklage, massives Erdgeschoss mit geohrter Türrahmung, bezeichnet „1805“, Putzrustika zweite Hälfte 19. Jahrhundert | D-6-77-131-41 Wikidata  | weitere Bilder |
| Obertorstraße 31 (Standort)                             | Wohnhaus                                                                   | Dreigeschossiger giebelständiger Satteldachbau mit verputzten Fachwerkobergeschossen, im Kern 17. Jahrhundert, überformt | D-6-77-131-114 Wikidata | weitere Bilder |
| Obertorstraße 32 (Standort)                             | Zwei Türrahmungen                                                          | Mit Hauszeichen, Ende 18. Jahrhundert | D-6-77-131-25 Wikidata  | BW             |
| Plattnersgasse 1 (Standort)                             | Wohnhaus                                                                   | Dreigeschossiger giebelständiger Halbwalmdachbau mit verputzten vorkragenden Fachwerkobergeschossen, 18. Jahrhundert, im Kern älter | D-6-77-131-43 Wikidata  | weitere Bilder |
| Plattnersgasse 5 (Standort)                             | Inschriftenstein                                                           | Sandstein, 1812 | D-6-77-131-44 Wikidata  | weitere Bilder |
| Plattnersgasse 7 (Standort)                             | Türsturz                                                                   | Profiliert und mit Hauszeichen, Sandstein, spätes 18. Jahrhundert | D-6-77-131-45 Wikidata  | weitere Bilder |
| Plattnersgasse 8 (Standort)                             | Wohnhaus                                                                   | Dreigeschossiger Frackdachbau mit Krüppelwalm und vorkragenden Fachwerkobergeschossen über hohem Bruchstein-Substruktionsgeschoss, 18./19. Jahrhundert, älterer Kern, vermutlich mit Plattnersgasse Nr. 9 zusammen | D-6-77-131-115 Wikidata | weitere Bilder |
| Plattnersgasse 8 (Standort)                             | Hausfigur                                                                  | Heiliger Sebastian, gefasstes Holz unter Blechbaldachin, spätes 16. Jahrhundert | D-6-77-131-115 Wikidata | weitere Bilder |
| Scherenburg (Standort)                                  | Burgruine der Scherenburg                                                  | Ehemalige Burg der Grafen von Rieneck, seit dem 18. Jahrhundert Ruine | D-6-77-131-2 Wikidata   | weitere Bilder |
| Scherenburg (Standort)                                  | Bergfried                                                                  | Rundturm aus Bruchsteinmauerwerk, Ende 13. Jahrhundert | D-6-77-131-2 Wikidata   | weitere Bilder |
| Scherenburg (Standort)                                  | Palas                                                                      | Erhaltene zweigeschossige Nordwand mit Stufengiebel sowie Kellergeschoss mit zweischiffigem Kreuzgratgewölbe über Rundsäulen, und angrenzende Gebäudereste, Gotik und Renaissance, 14.–16. Jahrhundert | D-6-77-131-2 Wikidata   | BW             |
| Scherenburg (Standort)                                  | Ringmauer                                                                  | Halbkreisförmige Bruchsteinmauer 6–10 m hoch aufrecht mit vorliegendem Halsgraben, 13. Jahrhundert | D-6-77-131-2 Wikidata   | BW             |
| Scherenbergstraße 9 (Standort)                          | Türsturz                                                                   | Mit Zeichen der Schifferzunft, Sandstein, spätes 18. Jahrhundert | D-6-77-131-46 Wikidata  | weitere Bilder |
| Schloßberg 1 (Standort)                                 | Wohn- und Geschäftshaus                                                    | Zweigeschossiger Krüppelwalmdachbau mit verputztem Fachwerkobergeschoss in Ecklage, Schaufensterfassade im Erdgeschoss mit profilierten Sandstein-Rundbogenarkaden, Mitte 19. Jahrhundert | D-6-77-131-48 Wikidata  | weitere Bilder |
| Schloßberg 3, an der Grundstücksmauer (Standort)        | Türsturz                                                                   | Spätes 18. Jahrhundert, mit Hauszeichen und Relief Dornenkrönung | D-6-77-131-49 Wikidata  | BW             |
| Schloßberg 9 (Standort)                                 | Torbogen                                                                   | Rundbogen mit Abfasung, Sandstein, 16. Jahrhundert | D-6-77-131-50 Wikidata  | weitere Bilder |

### Adelsberg
| Lage                                                                             | Objekt                                | Beschreibung | Akten-Nr.              | Bild           |
| -------------------------------------------------------------------------------- | ------------------------------------- | --- | ---------------------- | -------------- |
| Adolphsbühlstraße 41 (Standort)                                                  | Katholische Filialkirche St. Leonhard | Chorturmkirche mit eingezogenem Chor und Satteldach sowie niedriger Chorturm mit Zeltdach, Putzmauerwerk mit Sandsteingliederungen, gotisches Turmuntergeschoss 1335, barockes Langhaus bezeichnet „1732“; mit Ausstattung            | D-6-77-131-55 Wikidata | weitere Bilder |
| Adolphsbühlstraße 57 (Standort)                                                  | Ehemalige Burg Adolphsbühl, Wohnbau   | Zerstörung im Bauernkrieg 1525, Wiederaufbau als Schloss, zweigeschossiger Satteldachbau mit Treppengiebeln und Putzmauerwerk mit geohrten Sandsteinrahmungen, barock, bezeichnet „1626“, im 19. Jahrhundert historisierend verändert | D-6-77-131-57 Wikidata | weitere Bilder |
| Adolphsbühlstraße 59 (Standort)                                                  | Nebengebäude                          | Zweigeschossiger unverputzter Bruchsteinbau mit Satteldach und geohrten Sandsteinrahmungen über Kellerhanggeschoss in Ecklage, 18. Jahrhundert                                                                                        | D-6-77-131-57 Wikidata | weitere Bilder |
| Adolphsbühlstraße 57; Adolphsbühlstraße 59; Am Schloßpark 5 (Standort)           | Turm                                  | Dreigeschossiger quadratischer Bruchsteinbau mit Zinnenkranz und angrenzender zinnenbekrönter Pforte, neugotisch, 19. Jahrhundert, wohl über älterem Kern                                                                             | D-6-77-131-57 Wikidata | weitere Bilder |
| Adolphsbühlstraße 57, im Hof (Standort)                                          | Säule                                 | Mit Würfelkapitell, Sandstein, romanisch, 11./12. Jahrhundert | D-6-77-131-57 Wikidata | BW             |
| Am Schloßpark 5 (Standort)                                                       | Schlosspark                           | Mit Figuren, 18. Jahrhundert, später verändert | D-6-77-131-57 Wikidata | BW             |
| Adolphsbühlstraße (Standort)                                                     | Prozessionsaltar                      | Stipes mit Rundbogentabernakel über zwei Pfeilern und Reliefretabel, Sandstein, 17./18. Jahrhundert, erneuert | D-6-77-131-56 Wikidata | BW             |
| Eichberg; Im Kühlen Grund; auf der Grenze Adelsberg-Reichenbuch-Seifriedsburg () | Markstein                             | Bezeichnet „1729“ nicht nachqualifiziert, im Bayerischen Denkmal-Atlas nicht kartiert | D-6-77-131-61 Wikidata |                |
| Nähe Adolphsbühlstraße (Standort)                                                | Friedhofskreuz                        | Kruzifix, monolithischer Sandstein, 16. Jahrhundert | D-6-77-131-60 Wikidata | BW             |
| Struth (Standort)                                                                | Bildstock                             | Gebauchter Pfeiler mit kreuzbekröntem Reliefaufsatz Pietà, Heiliger Antonius von Padua in Draperierahmung, bezeichnet „1800“, Pfeiler erneuert                                                                                        | D-6-77-131-59 Wikidata | BW             |

### Aschenroth
| Lage                     | Objekt                              | Beschreibung | Akten-Nr.              | Bild           |
| ------------------------ | ----------------------------------- | --- | ---------------------- | -------------- |
| Aschenroth 32 (Standort) | Filialkirche Beatae Mariae Virginis | Saalkirche mit eingezogenem Chor und Walmdach sowie Giebelreiter mit Zwiebelhaube und Laterne, Fassade mit integrierter Vorhalle hinter Rundbogenarkade, Putzmauerwerk mit Sandsteinrustika-Gliederung, barockisierender Heimatstil, 1922/23; mit Ausstattung | D-6-77-131-62 Wikidata | weitere Bilder |
| In Aschenroth (Standort) | Heiligenhäuschen                    | Bezeichnet „1767“ und „1828“ | D-6-77-131-63 Wikidata | BW             |
| Jahrberg (Standort)      | Friedhofskreuz                      | Tischsockel mit Kruzifix, Sandstein, 18./19. Jh. | D-6-77-131-124         | BW             |

### Harrbach
| Lage                            | Objekt                    | Beschreibung | Akten-Nr.              | Bild           |
| ------------------------------- | ------------------------- | --- | ---------------------- | -------------- |
| Brunnenstraße 5 (Standort)      | Filialkirche St. Antonius | Saalkirche mit eingezogenem Dreiseitchor und Satteldach sowie Giebelfassade mit Zeltdach-Giebelreiter, Putzmauerwerk mit geohrten Sandsteinrahmungen, barock, bezeichnet „1678“; mit Ausstattung | D-6-77-131-64 Wikidata | BW             |
| Alte Burg (Harrbach) (Standort) | Burgstall                 | Mauerreste einer Burg, Bruchstein, mittelalterlich | D-6-77-131-65 Wikidata | weitere Bilder |

### Hofstetten
| Lage                           | Objekt                                                                              | Beschreibung | Akten-Nr.              | Bild                                |
| ------------------------------ | ----------------------------------------------------------------------------------- | --- | ---------------------- | ----------------------------------- |
| Mainbrückenstraße 3 (Standort) | Bildstock                                                                           | Bildhäuschen mit verkröpftem Sockel und kreuzbekrönter korbbogiger Bildnische, Sandstein und Eisen, 18./19. Jahrhundert                                                                                              | D-6-77-131-66 Wikidata | BW                                  |
| Mainbrückenstraße 5 (Standort) | Wohnhaus                                                                            | Eingeschossiges giebelständiges Zierfachwerkhaus mit Satteldach, 17. Jahrhundert Hofmauer mit Sandsteinpforte, bezeichnet „1843“                                                                                     | D-6-77-131-67 Wikidata | weitere Bilder                      |
| Mainbrückenstraße 6 (Standort) | Wohnhaus                                                                            | Eingeschossiges giebelständiges Zierfachwerkhaus mit Satteldach über Kellerhanggeschoss, bezeichnet „1715“ | D-6-77-131-68 Wikidata | BW                                  |
| Pfarrgasse 3 (Standort)        | Ehemaliges Pfarrhaus                                                                | Zweigeschossiger Walmdachbau mit geohrten Sandsteinrahmungen über Kellerhanggeschoss, 17./18. Jahrhundert | D-6-77-131-69 Wikidata | BW                                  |
| Pfarrgasse 3 (Standort)        | Pfarrhofmauer                                                                       | Mit Pfeilertor, Bruchstein, 17./18. Jahrhundert | D-6-77-131-69 Wikidata | BW                                  |
| Schönrain (Standort)           | Burgruine und Klosterruine                                                          | Ehemaliges Kloster mit Hirsauer Priorat vom Ende des 11. Jahrhunderts, nach Zerstörung im Bauernkrieg 1525 Verkauf an die Grafen von Rieneck und Umbau zum Schloss, nach 1601 Würzburger Amtssitz, nach 1818 Verfall | D-6-77-131-71 Wikidata | weitere Bilder                      |
| Schönrain (Standort)           | Burgruine und Klosterruine, dreigeschossiger Wohnbau                                | Mit Keller und rundem Treppenturm, Bruchsteinmauerwerk mit Sandsteinrahmungen, Spätgotik und Frührenaissance, bezeichnet „1556“                                                                                      | D-6-77-131-71 Wikidata | weitere Bilder                      |
| Schönrain (Standort)           | Burgruine und Klosterruine, mittelalterliche Ringmauer mit Resten von Nebengebäuden | Bruchstein, 11.–16. Jahrhundert | D-6-77-131-71 Wikidata | weitere Bilder                      |
| Schönrain (Standort)           | Burgruine und Klosterruine, Spolien der ehemaligen Klostergebäude                   | Sandstein, Hochromanik, um 1100 | D-6-77-131-71 Wikidata | BW                                  |
| Sportheimstraße 1 (Standort)   | Katholische Pfarrkirche St. Michael                                                 | Saalkirche mit fluchtendem Dreiseitchor und Satteldach sowie stark vortretendem Fassadenturm mit Spitzhelm, Putzmauerwerk mit Maßwerkfenstern, nachgotisch, 1606–1610, bezeichnet „1614“; mit Ausstattung            | D-6-77-131-70 Wikidata | Katholische Pfarrkirche St. Michael |
| Sportheimstraße 1 (Standort)   | Kirchhofmauer                                                                       | Bruchstein, 15.–18. Jahrhundert | D-6-77-131-70 Wikidata | BW                                  |
| Sportheimstraße 1 (Standort)   | Grabmäler                                                                           | Sandstein, erste Hälfte 19. Jahrhundert, neu aufgestellt | D-6-77-131-70 Wikidata | BW                                  |

### Hohenroth
| Lage                                                 | Objekt                                 | Beschreibung | Akten-Nr.              | Bild |
| ---------------------------------------------------- | -------------------------------------- | --- | ---------------------- | ---- |
| Am Neuen Berg; Eichle, an der Birkenhainer Straße () | Grenzsteine verschiedener Herrschaften | Etwa am Zollberg (Gemünden a. Main) beginnend nicht nachqualifiziert, im Bayerischen Denkmal-Atlas nicht kartiert | D-6-77-177-57 Wikidata |      |

### Kleingemünden
| Lage                                           | Objekt                                                 | Beschreibung | Akten-Nr.                       | Bild           |
| ---------------------------------------------- | ------------------------------------------------------ | --- | ------------------------------- | -------------- |
| Am Schutzhafen 1 (Standort)                    | Verwaltungsgebäude für die Verwaltung des Schutzhafens | Mehrflügeliger eingeschossiger Fachwerkbau mit Walmdach, NS-Heimatstil, 1935 | D-6-77-131-4 Wikidata           | BW             |
| Am Schutzhafen 1 (Standort)                    | Inschrifttafel                                         | Zur Erinnerung an den Bau des Schutzhafens 1933–35, exedrenförmige Böschungsmauer mit vorliegenden Treppenstufen und Inschrifttafel, Sandstein und Kalkstein, NS-Stil, 1933–35                                                                  | D-6-77-131-4 Wikidata           | BW             |
| Frankfurter Straße 2 (Standort)                | Sogenanntes Hutten-Schlösschen                         | Schloss, freistehender dreigeschossiger Halbwalmdachbau mit geohrten Sandsteinrahmungen und rustizierten Kantenquaderungen sowie zwei Ecktürmen mit vasenbekrönten Glockendächern, barock, bezeichnet „1711“, seit 1726 würzburgisches Amtshaus | D-6-77-131-9 Wikidata           | weitere Bilder |
| Frankfurter Straße 2a (Standort)               | Hof                                                    | mit Nebengebäuden der gleichen Zeit | D-6-77-131-9 zugehörig Wikidata | BW             |
| Frankfurter Straße 6 (Standort)                | Garten                                                 | | D-6-77-131-9 zugehörig Wikidata | weitere Bilder |
| Frankfurter Straße 4 (Standort)                | Friedhof                                               | Grabmäler des 19. und 20. Jahrhunderts Friedhofsmauer, Bruchsteinmauer mit figurenbekröntem Tor und rustizierten Eckpfeilern mit Vasenbekrönungen, Sandstein, 18. Jahrhundert, Erweiterung im 19. Jahrhundert                                   | D-6-77-131-16 Wikidata          | BW             |
| Frankfurter Straße 4 (Standort)                | Kreuzigungsgruppe                                      | D reiteilige Figurengruppe mit gotisierenden Sockeln, Sandstein, neugotisch, Seibold, 1883 | D-6-77-131-16 Wikidata          | BW             |
| Frankfurter Straße 4 (Standort)                | Kreuzwegstationen                                      | 7 erhaltene in verschiedene Grabdenkmäler integriert, Stein und Gips, erstes Viertel 20. Jahrhundert | D-6-77-131-16 Wikidata          | BW             |
| Frankfurter Straße 4 (Standort)                | Aussegnungshalle                                       | Modern, mit Grabtafeln des 18. Jahrhunderts | D-6-77-131-16 Wikidata          | BW             |
| Frankfurter Straße 13, 15 (Standort)           | Doppelhaus                                             | Zweigeschossiger Mansarddachbau mit Halbwalm zur Straße und verputztem Fachwerkobergeschoss, massives Erdgeschoss mit geohrten Sandsteinrahmungen, 18. Jahrhundert                                                                              | D-6-77-131-10 Wikidata          | weitere Bilder |
| Hafenstraße 5 (Standort)                       | Tür                                                    | Zwei profilierte und geohrte Türrahmungen, eine mit Hauszeichen der Schifferzunft Anker, Sandstein, 18. Jahrhundert | D-6-77-131-17 Wikidata          | BW             |
| Häfnergasse 28, an Grundstücksmauer (Standort) | Stein                                                  | Mit Schriftkartusche 1626 nicht nachqualifiziert, im Bayerischen Denkmal-Atlas nicht kartiert | D-6-77-131-15 Wikidata          | BW             |
| Klinikstraße 1 (Standort)                      | Klinik                                                 | Unverputztes Hauptgebäude, langgestreckter zweigeschossiger Walmdachbau mit übergiebeltem Mittelrisalit und Rustikaportal, klassizistisch, 1826                                                                                                 | D-6-77-131-14 Wikidata          | BW             |
| Klinikstraße 1 (Standort)                      | Klinik                                                 | Gotisierender zweigeschossiger Vorbau mit Zinnenkranz sowie Glockentürmchen mit Spitzhelm, erste Hälfte 19. Jahrhundert | D-6-77-131-14 Wikidata          | BW             |
| Klinikstraße 1 (Standort)                      | Klinik                                                 | Historisierender dreigeschossiger Neorenaissancebau mit Eckrisaliten und Schweifgiebel, 1903 | D-6-77-131-14 Wikidata          | BW             |
| Klinikstraße 1 (Standort)                      | Klinik, Nebengebäude                                   | Großer zweiflügeliger Sandsteinbau mit Sattel- und Zwerchdach sowie großen Toreinfahrten, zweite Hälfte 19. Jahrhundert | D-6-77-131-14 Wikidata          | BW             |
| Saalebrücke (Standort)                         | Brücke                                                 | Elfjochige Bogenbrücke über die Saale und den Mühlgraben mit steinerner Brüstung und zur Mitte hin ansteigend, 16.–18. Jahrhundert | D-6-77-131-52 Wikidata          | weitere Bilder |
| Saalebrücke (Standort)                         | St. Nepomuk-Statue                                     | Reliefsockel mit Allianzwappen und St.-Nepomuk-Figur, barock, 18. Jahrhundert (Kopie) | D-6-77-131-52 Wikidata          | weitere Bilder |

### Langenprozelten
| Lage                                   | Objekt                                                         | Beschreibung | Akten-Nr.               | Bild           |
| -------------------------------------- | -------------------------------------------------------------- | --- | ----------------------- | -------------- |
| Jägergasse 8 (Standort)                | Forsthaus, Wohngebäude                                         | Zweigeschossiger Halbwalmdachbau mit verputztem Fachwerkobergeschoss und geohrten Sandsteinrahmungen im Erdgeschoss sowie Kellersockel mit Freitreppe und überdachtem Kellereingang, um 1750                                                               | D-6-77-131-116 Wikidata | BW             |
| Jägergasse 8 (Standort)                | Forsthaus, Nebengebäude                                        | Bruchsteinbau mit Satteldach und Fachwerkgiebel, zweite Hälfte 19. Jahrhundert | D-6-77-131-116 Wikidata | BW             |
| Jägergasse 8 (Standort)                | Forsthaus, zugehöriger Garten                                  | | D-6-77-131-116 Wikidata | BW             |
| Jägergasse 8 (Standort)                | Bildstock                                                      | Inschriftsockel mit rundbogigem Tabernakelaufsatz und Reliefretabel Christus am Ölberg, Sandstein, barock, bezeichnet „1735“ | D-6-77-131-116 Wikidata | BW             |
| Langenprozeltener Straße 83 (Standort) | Katholische Pfarrkirche St. Wendelinus                         | Saalkirche mit eingezogenem Halbrundchor und Satteldach sowie schwach vortretendem Fassadenturm mit Haube und Laterne, unverputztes Bruchsteinmauerwerk mit Sandsteinrahmungen, neobarock, Johann Adam Rüppel, bezeichnet „1928“; mit Ausstattung von 1717 | D-6-77-131-72 Wikidata  | weitere Bilder |
| Mainuferstraße 4 (Standort)            | Gasthof Engel und ehemalige Gerichtsstätte, Gasthaus           | Zweigeschossiges verputztes Fachwerkhaus mit Halbwalmdach über Kellersockel mit Freitreppe, bezeichnet „1752“, Dachaufbau verändert | D-6-77-131-117 Wikidata | BW             |
| Mainuferstraße 4 (Standort)            | Gasthof Engel und ehemalige Gerichtsstätte, ehemaliger Pranger | Terrasse mit Stützmauern aus Sandsteinquadern und zwei Kastanien, jetzige Form 18./19. Jahrhundert, im Ursprung vermutlich mittelalterlich | D-6-77-131-117 Wikidata | BW             |
| Schulgasse 5 (Standort)                | Ehemaliges Zollhaus                                            | Freistehender Mansardwalmdachbau, Putzmauerwerk mit geohrten Sandsteinrahmungen, barock, 18. Jahrhundert | D-6-77-131-73 Wikidata  | BW             |
| Schulgasse 6 (Standort)                | St.-Nepomuk-Statue                                             | Geschweifter Sockel mit St.-Nepomuk-Figur, Sandstein, Rokoko, zweite Hälfte 18. Jahrhundert | D-6-77-131-74 Wikidata  | BW             |
| Schulgasse 6 (Standort)                | Pfarrgartenmauer                                               | Bruchstein, 18. Jahrhundert erneuert | D-6-77-131-74 Wikidata  | BW             |

### Massenbuch
| Lage                                                                  | Objekt                              | Beschreibung | Akten-Nr.              | Bild |
| --------------------------------------------------------------------- | ----------------------------------- | --- | ---------------------- | ---- |
| Diedersrain; beim Steinbruch ()                                       | Steinkreuz                          | Spätmittelalterlich nicht nachqualifiziert, im Bayerischen Denkmal-Atlas nicht kartiert | D-6-77-131-80 Wikidata |      |
| In Massenbuch (Standort)                                              | Bildstock                           | Tischsockel mit ornamentiertem Pfeiler und kreuzbekröntem Flachnischenaufsatz, Sandstein, barock, 18. Jahrhundert, Kreuzbekrönung 19. Jahrhundert                                                                         | D-6-77-131-78 Wikidata | BW   |
| In Massenbuch (Standort)                                              | Friedhofskreuz                      | Inschriftsockel (mit neuem Kruzifix), Sandstein, bezeichnet „1826“ | D-6-77-131-77 Wikidata | BW   |
| Kürbigweinberg; Neuenberg; auf der Grenze Massenbuch-Kleinwernfeld () | Markstein                           | Bezeichnet „1661“ nicht nachqualifiziert, im Bayerischen Denkmal-Atlas nicht kartiert | D-6-77-131-79 Wikidata |      |
| Massenbuch 34 (Standort)                                              | Katholische Pfarrkirche St. Egidius | Saalkirche mit eingezogenem Dreiseitchor und Satteldach sowie Giebelreiter mit kurzer Haube und großer Laterne, Putzmauerwerk mit sparsamer Sandsteingliederung, barock, Hans Schmidt, bezeichnet „1702“; mit Ausstattung | D-6-77-131-75 Wikidata | BW   |
| Wiesenfelder Straße (Standort)                                        | Bildstock                           | Tischsockel mit gestuftem Postament und konischer Säule sowie kreuzbekröntem Flachnischenaufsatz, Sandstein, bezeichnet „1677“                                                                                            | D-6-77-131-76 Wikidata | BW   |
| Wiesenfelder Straße (Standort)                                        | Sühnekreuz                          | Sandstein, spätmittelalterlich | D-6-77-131-81 Wikidata | BW   |

### Neutzenbrunn
| Lage                           | Objekt                                                      | Beschreibung | Akten-Nr.              | Bild |
| ------------------------------ | ----------------------------------------------------------- | --- | ---------------------- | ---- |
| Neutzenbrunn 37 (Standort)     | Ehemaliger Würzburgischer Spitalhof, ehemaliges Amtshaus    | Zweigeschossiger Halbwalmdachbau über hohem Kellergeschoss, Putzmauerwerk mit profilierten Sandsteinrahmungen, Anfang 17. Jahrhundert | D-6-77-131-82 Wikidata | BW   |
| Neutzenbrunn 33, 35 (Standort) | Ehemaliger Würzburgischer Spitalhof, Wohnwirtschaftsgebäude | Eingeschossiger Halbwalmdachbau, verputzter Wohnteil mit profilierten Sandsteinrahmungen und der anschließende Scheunenteil in Bruchsteinmauerwerk, 18. Jahrhundert                                                                         | D-6-77-131-82          | BW   |
| Neutzenbrunn 33, 35 (Standort) | Ehemaliger Würzburgischer Spitalhof, ehemaliger Schafstall  | Bruchsteinmauerwerk mit Halbwalmdach, um 1800 | D-6-77-131-82 Wikidata | BW   |
| Neutzenbrunn 33, 35 (Standort) | Ehemaliger Würzburgischer Spitalhof, Verwaltungsgebäude     | Eingeschossig, bezeichnet mit „1819“ | D-6-77-131-82 Wikidata | BW   |
| Neutzenbrunn 33, 35 (Standort) | Ehemaliger Würzburgischer Spitalhof, Stallscheune           | Bruchsteinbau mit Satteldach, 19. Jh. | D-6-77-131-82 Wikidata | BW   |
| Neutzenbrunn 33, 35 (Standort) | Ehemaliger Würzburgischer Spitalhof, Nebengebäude           | Bruchsteinbau mit Satteldach und Fachwerkgiebel, 19. Jh. | D-6-77-131-82 Wikidata | BW   |
| Ossingsacker (Standort)        | Bildstock                                                   | Unter zwei Linden, verkröpfter Inschriftsockel mit kreuzbekröntem rundbogigem Tabernakelaufsatz und Reliefretabel Christus an der Geisselsäule nach Vorbild des Gnadenbildes in der Wieskirche/Allgäu, Sandstein, Barock, bezeichnet „1751“ | D-6-77-131-83 Wikidata | BW   |
| In Neutzenbrunn (Standort)     | Friedhofskreuz und Gedenkkreuz                              | Inschriftsockel mit Relief Mordszene sowie Kruzifix mit Adamsschädel, Sandstein, barock, bezeichnet „1730“ | D-6-77-131-84 Wikidata | BW   |
| Birkensee (Standort)           | Sühnekreuz                                                  | Mit Ritzzeichen in Kelchform, Sandstein, spätmittelalterlich | D-6-77-131-85 Wikidata | BW   |

### Reichenbuch
| Lage                          | Objekt       | Beschreibung | Akten-Nr.              | Bild |
| ----------------------------- | ------------ | --- | ---------------------- | ---- |
| Vordere Steinleite (Standort) | Votivkapelle | Kleiner Rechteckbau mit Walmdach und Dachreiter mit Zeltdach, unverputztes Sandsteinmauerwerk, bezeichnet „1852“; mit Ausstattung | D-6-77-131-86 Wikidata | BW   |

### Rieneck
| Lage                         | Objekt     | Beschreibung | Akten-Nr.              | Bild |
| ---------------------------- | ---------- | --- | ---------------------- | ---- |
| Staatsstraße 2303 (Standort) | Wegkapelle | Kleiner Satteldachbau mit Rundbogenöffnung und vorgemauerten profilierten Sandsteinsockeln, gemaltes Heilig-Blut-Bild, 18./19. Jahrhundert | D-6-77-177-41 Wikidata | BW   |

### Schaippach
| Lage                                        | Objekt                                 | Beschreibung | Akten-Nr.               | Bild           |
| ------------------------------------------- | -------------------------------------- | --- | ----------------------- | -------------- |
| Hofberg; Staatsstraße 2303 (Standort)       | Wegkreuz                               | Holzkreuz mit profilierten Enden und bemalter Metall-Korpus, Holz und Gusseisen, 19. Jahrhundert, Kreuz erneuert | D-6-77-131-93 Wikidata  | BW             |
| Kreuzgrund (Standort)                       | Bildstock                              | Säule mit Kleeblattkreuz-Aufsatz und integrierter übergiebelter Flachnische sowie Wappenkartusche, Sandstein, bezeichnet „1629“                                                                                      | D-6-77-131-94 Wikidata  | BW             |
| Nähe Sinntalstraße (Standort)               | Bildhäuschen                           | Gemauerter Sockel mit Tonnendach-Nischenaufsatz, Sandstein, bezeichnet „1838“ | D-6-77-131-88 Wikidata  | BW             |
| Rienecker Straße 2 (Standort)               | Bauernhof, Wohnhaus                    | Zweigeschossiger Walmdachbau mit Putzfassade und stichbogigen Sandsteinrahmungen sowie Fensterläden, Neoklassizismus, um 1870                                                                                        | D-6-77-131-118 Wikidata | BW             |
| Rienecker Straße 2 (Standort)               | Bauernhof                              | Scheune, großer Sandsteinbau mit hohem Satteldach, um 1870 | D-6-77-131-118 Wikidata | BW             |
| Rienecker Straße 2 (Standort)               | Bauernhof                              | Stall, zweigeschossiger Sandsteinbau mit Satteldach und hofseitigem Schleppdach über Holzbindern, um 1870 | D-6-77-131-118 Wikidata | BW             |
| Rienecker Straße 2 (Standort)               | Bauernhof                              | Mauereinfriedung | D-6-77-131-118 Wikidata | BW             |
| Sinntalstraße; Sinn (Standort)              | Brücke                                 | Fünfbogige Sandsteinbrücke mit massiver Brüstung über die Sinn, 18. Jahrhundert | D-6-77-131-92 Wikidata  | BW             |
| Sinntalstraße; Sinn (Standort)              | St.-Nepomuk-Statue                     | Verkröpfter Inschriftsockel mit Figur des heiligen Nepomuk, Sandstein, barock, bezeichnet „1735“ | D-6-77-131-92 Wikidata  | BW             |
| Sinntalstraße 3; Sinntalstraße 5 (Standort) | Ausleger                               | Schmiedeeisen, zweite Hälfte 19. Jahrhundert, mit Wirtshauszeichen, erste Hälfte 19. Jahrhundert | D-6-77-131-89 Wikidata  | BW             |
| Sinntalstraße 14 (Standort)                 | Heiligenfigur                          | Hausfigur des heiligen Antonius von Padua, bemalter Sandstein, erste Hälfte 19. Jahrhundert | D-6-77-131-90 Wikidata  | BW             |
| Sinntalstraße 14 (Standort)                 | Inschrifttafel                         | (Grundstein des Hausbaus), Sandstein, bezeichnet „1838“ | D-6-77-131-90 Wikidata  | BW             |
| Sinntalstraße 21 (Standort)                 | Katholische Filialkirche Kreuzerhöhung | Saalkirche mit eingezogenem Dreiseitchor und Satteldach, Portalfassade mit Schweifgiebel sowie Giebelreiter mit Glockendach, Putzmauerwerk mit Sandsteingliederungen, spätbarock, bezeichnet „1792“; mit Ausstattung | D-6-77-131-87 Wikidata  | weitere Bilder |
| Triebgrund (Standort)                       | Bildstock                              | Konischer Pfeiler mit kreuzbekröntem Reliefaufsatz über Engelskonsole Hl. Georg, Christus in der Rast, Sandstein und Eisen, barock, 18. Jahrhundert, Pfeiler erneuert                                                | D-6-77-131-91 Wikidata  | BW             |

### Schönau
| Lage                  | Objekt                               | Beschreibung | Akten-Nr.              | Bild           |
| --------------------- | ------------------------------------ | --- | ---------------------- | -------------- |
| Schönau 28 (Standort) | Ehemaliges Zisterzienserinnenkloster | 1189 gegründet, 1553 aufgehoben, seit 1697 Franziskanerkloster | D-6-77-131-95 Wikidata | BW             |
| Schönau 28 (Standort) | Klosterkirche Mariae Empfängnis      | Saalkirche mit eingezogenem Chor und geradem Chorschluss, Satteldach mit Haubendach-Giebelreiter, Putzmauerwerk mit Sandsteinkanten und Strebepfeilern entlang der Südseite, im Kern frühgotisch, zweite Hälfte 13. Jahrhundert, barocke Umgestaltung 1699–1711; mit Ausstattung | D-6-77-131-95 Wikidata | weitere Bilder |
| Schönau 28 (Standort) | Klostermauer                         | Bruchsteinmauer von 1712 mit kugel- und figurenbekröntem Pfeilertor, Sandstein, barock, um 1750 | D-6-77-131-95 Wikidata | weitere Bilder |
| Schönau 28 (Standort) | Ökonomiegebäude                      | Bruchsteinbau mit Rundbogentor, 18./19. Jahrhundert, Notdach | D-6-77-131-95 Wikidata | BW             |
| Schönau 34 (Standort) | Wohnhaus                             | Zweigeschossiger Satteldachbau mit teilweise verbrettertem Fachwerkobergeschoss, Erdgeschoss aus unverputztem Bruchstein, 17. Jahrhundert | D-6-77-131-96 Wikidata | BW             |
| Schönau 38 (Standort) | Wohnhaus                             | Zweigeschossiges Fachwerkhaus mit Satteldach über Kellersockel, bezeichnet „1705“, Erweiterung zweite Hälfte 19. Jahrhundert | D-6-77-131-97 Wikidata | weitere Bilder |

### Seifriedsburg
| Lage                                | Objekt                                        | Beschreibung | Akten-Nr.               | Bild           |
| ----------------------------------- | --------------------------------------------- | --- | ----------------------- | -------------- |
| Adelsberger Straße 2 (Standort)     | Bildstock                                     | toskanische Säule auf Postament, Inschriftkonsole und Reliefaufsatz mit Pietà, Rotsandstein, bezeichnet 1716 | D-6-77-131-151          | BW             |
| Bildstock (Standort)                | Bildstock                                     | Säule auf schlankem Postament mit halbrundem Aufsatz und Bildnische, Rotsandstein, 1. Hälfte 17. Jh., Sockel erneuert | D-6-77-131-150          | BW             |
| Hammelburger Straße 1 (Standort)    | Bildstock                                     | Tischsockel mit balusterförmigem Pfeiler und kreuzbekröntem Reliefaufsatz Pietà, verwitterte Landschaftsdarstellung mit Gebäuden, Sandstein, barock, 17. Jahrhundert | D-6-77-131-98 Wikidata  | weitere Bilder |
| Jakobusstraße 7 (Standort)          | Katholische Filialkirche St. Jakob der Ältere | Saalkirche mit eingezogenem Dreiseitchor unter Einbeziehung des Dreiseitchores der Vorgängerkirche als Annexkapelle, kurzer Verbindungsbau zum schlichten Campanile mit Pyramidendach, Putzmauerwerk mit Sandsteinrahmungen, Konservative Moderne, 1952, ehemaliger Barockchor 1744; mit Ausstattung | D-6-77-131-99 Wikidata  | weitere Bilder |
| Kaspar-Volpert-Straße 24 (Standort) | Bildstock                                     | Stufensockel mit Volutensäule und kreuzbekröntem Flachnischenaufsatz, Sandstein, Renaissance, bezeichnet „1621“ oder „1627“ | D-6-77-131-100 Wikidata | BW             |
| Nähe Valentinusstraße (Standort)    | Friedhofskreuz                                | Kruzifix, Dreinageltypus, Sockel mit Stifterinschrift, Rotsandstein, 1. Hälfte 18. Jh. | D-6-77-131-149          | BW             |

### Wernfeld
| Lage                                      | Objekt                                              | Beschreibung | Akten-Nr.               | Bild                                      |
| ----------------------------------------- | --------------------------------------------------- | --- | ----------------------- | ----------------------------------------- |
| Karlstadter Straße 18 (Standort)          | Gasthof, Gasthaus                                   | Zweigeschossiger Mansardwalmdachbau mit Putzmauerwerk und geohrten Sandsteinrahmungen, barock, erste Hälfte 18. Jahrhundert, seitliche Erweiterung mit Turm zweite Hälfte 19. Jahrhundert                                                                                                  | D-6-77-131-101 Wikidata | weitere Bilder                            |
| Karlstadter Straße 18 (Standort)          | Gasthof, Nebengebäude                               | Eingeschossiges in der Höhe gestaffeltes Bruchsteingebäude mit Satteldach | D-6-77-131-101 Wikidata | Gasthof, Nebengebäude                     |
| Karlstadter Straße 18 (Standort)          | Gasthof, Kegelbahn                                  | Zwei kleine Backsteinbauten mit dazwischen liegender offene Holzkonstruktion, erste Hälfte 20. Jahrhundert | D-6-77-131-101 Wikidata | Gasthof, Kegelbahn                        |
| Karlstadter Straße 18 (Standort)          | Gasthof, Einfriedungsmauer                          | Erste Hälfte 19. Jahrhundert, später erweitert | D-6-77-131-101 Wikidata | Gasthof, Einfriedungsmauer                |
| Karlstadter Straße 83 (Standort)          | Katholische Pfarrkirche Mariä Himmelfahrt           | Zweigeschossiger Flachdachbau mit Lichtbändern, Stahlbeton, 1968; mit alter Ausstattung | D-6-77-131-102 Wikidata | Katholische Pfarrkirche Mariä Himmelfahrt |
| Karlstadter Straße 116 (Standort)         | Ehemalige Katholische Pfarrkirche Mariä Himmelfahrt | Chorturmkirche mit Satteldach und Spitzhelm, Putzmauerwerk mit Maßwerkfenstern, spätgotischer Turm bezeichnet „1484“, nachgotisches Langhaus und Turmerhöhung 1612 | D-6-77-131-104 Wikidata | weitere Bilder                            |
| Karlstadter Straße 130 (Standort)         | Friedhofskreuz                                      | Inschriftsockel mit Kruzifix, Sandstein, bezeichnet „1828“ | D-6-77-131-105 Wikidata | Friedhofskreuz                            |
| Karlstadter Straße, vor Nr. 83 (Standort) | Kreuzigungsgruppe                                   | Verkröpfter Inschriftsockel mit Kruzifix und Schmerzhafter Muttergottes, Sandstein, Rokoko, bezeichnet „1747“ | D-6-77-131-103 Wikidata | Kreuzigungsgruppe                         |
| Karlstadter Straße (Standort)             | Bildstock                                           | Niedriger Sockel mit Inschriftsäule und dreiseitigem Reliefaufsatz mit fialenförmigem Abschluss (Schauseiten: Kreuzigungsgruppe, Kreuzschlepper, Pietà. Auf abgefasten Kanten heiliger Petrus, heiliger Thomas, männlicher Heiliger), Sandstein, nachgotisch, bezeichnet „1626“ und „1743“ | D-6-77-131-106 Wikidata | weitere Bilder                            |
| Wehrwiesen (Standort)                     | St.-Nepomuk-Statue                                  | Inschriftsockel mit St.-Nepomuk-Figur, Sandstein, barock, 18. Jahrhundert (Kopie bezeichnet „1956“) | D-6-77-131-107 Wikidata | St.-Nepomuk-Statue                        |

### Zollberg
| Lage                  | Objekt                                      | Beschreibung | Akten-Nr.               | Bild           |
| --------------------- | ------------------------------------------- | --- | ----------------------- | -------------- |
| Mühlwegfeld ()        | Grenzstein                                  | Mit Inschrift, bezeichnet „1805“ nicht nachqualifiziert, im Bayerischen Denkmal-Atlas nicht kartiert                                                                    | D-6-77-131-110 Wikidata |                |
| Mühlwegfeld ()        | Grenzstein                                  | Mit Mainzer Wappen, Sandstein, vermutlich 16. Jahrhundert nicht nachqualifiziert, im Bayerischen Denkmal-Atlas nicht kartiert                                           | D-6-77-131-111 Wikidata |                |
| ()                    | Grenzsteine                                 | Siehe auch Rieneck nicht nachqualifiziert, im Bayerischen Denkmal-Atlas nicht kartiert                                                                                  | D-6-77-131-113 Wikidata |                |
| Zollberg 1 (Standort) | Ehemaliges Zoll- und Gasthaus               | Zweigeschossiger Halbwalmdachbau mit Fachwerkgiebel, Putzmauerwerk mit Sandsteinrahmungen, bezeichnet 1728, Anbau 19. Jahrhundert                                       | D-6-77-131-108 Wikidata | weitere Bilder |
| Zollberg 1 (Standort) | Ehemaliges Zoll- und Gasthaus, Nebengebäude | Bruchsteinbauten mit Sattel- und Walmdach, 18./19. Jahrhundert |                         | BW             |
| Zollberg 1 (Standort) | Mauereinfriedung                            | Mit dachförmiger Mauerkrone, Bruchstein, 18./19. Jahrhundert | D-6-77-131-108 Wikidata | BW             |
| Zollberg 1 (Standort) | Brunnentrog                                 | Sandstein, 18. Jahrhundert | D-6-77-131-108 Wikidata | BW             |
| Zollberg 1 (Standort) | Bildstock                                   | Tischsockel mit Inschrift und Pfeiler mit Reliefaufsatz Madonna in Draperierahmung zwischen Pfeilern und Voluten, Sandstein, barock, bezeichnet „1729“, Sockel erneuert | D-6-77-131-109 Wikidata | weitere Bilder |

### Zwing
| Lage                | Objekt                                                  | Beschreibung | Akten-Nr.              | Bild |
| ------------------- | ------------------------------------------------------- | --- | ---------------------- | ---- |
| Zollberg (Standort) | Wegkreuz                                                | Sockel mit kurfürstlichem Wappenrelief und Kruzifix mit gusseisernem bemaltem Korpus, Sandstein und Gusseisen, barock, Sockel bezeichnet 1771, Kruzifix 19. Jahrhundert                                                                        | D-6-77-131-54 Wikidata | BW   |
| Zwing 1 (Standort)  | Ehemalige Zollstätte, Haupthaus                         | Zweigeschossiger verputzter Walmdachbau mit rückwärtigem Anbau, Putzfassade mit geohrten Sandsteinrahmungen über hohem Kellergeschoss, barock, Balthasar Neumann, Mitte 18. Jahrhundert                                                        | D-6-77-131-58 Wikidata | BW   |
| Zwing 1 (Standort)  | Ehemalige Zollstätte, Nebengebäude                      | Eingeschossiger Halbwalmdachbau aus unverputztem Bruchstein mit hofseitigem Fachwerkgiebel, erste Hälfte 19. Jahrhundert | D-6-77-131-58 Wikidata | BW   |
| Zwing 1 (Standort)  | Ehemalige Zollstätte, Rest eines Gartenhauses           | 18. Jahrhundert, Teilabbruch und Umbau mit Pyramidendach, 19. Jahrhundert | D-6-77-131-58 Wikidata | BW   |
| Zwing 1 (Standort)  | Ehemalige Zollstätte, Einfriedungs- und Weinbergsmauern | Mit rundbogigem Hoftor sowie Gartenpforte mit profilierter Sandsteinrahmung und Tympanonrelief, barock, Mitte 18. Jahrhundert, Verlauf entlang der Straße teilweise verändert Vermauertes Kreuzigungsrelief, Sandstein, frühes 17. Jahrhundert | D-6-77-131-58 Wikidata | BW   |

## Ehemalige Baudenkmäler
| Lage                | Objekt                 | Beschreibung                            | Akten-Nr.               | Bild |
| ------------------- | ---------------------- | --------------------------------------- | ----------------------- | ---- |
| Zollberg Brunnen () | Steinerner Brunnentrog | 18. Jahrhundert; nicht nachqualifiziert | D-6-77-131-112 Wikidata |      |